# 足利市総合運動場硬式野球場
足利市総合運動場硬式野球場（あしかがし そうごううんどうじょう こうしきやきゅうじょう）は、栃木県足利市の足利市総合運動場内にある野球場。球場正面の銘板には足利市硬式野球場と表記されている。2022年に命名権を導入し、ジェットブラックフラワーズスタジアムを愛称としている。
施設は足利市が所有し、足利市みどりと文化・スポーツ財団が指定管理者として運営管理を行っている。

## 歴史
1955年開場。以来、数度の改築・改修を経て現在も使用されている。主に県内のアマチュア野球で使用されており、高校野球、首都大学野球連盟等の大学野球、社会人野球の公式戦が行われるほか、地元の社会人クラブチーム・全足利クラブが練習場として使用している。2006年8月には第31回全日本クラブ野球選手権大会のメイン開催球場として使用された。高校野球では、2010年代から、従来使用されてきた宇都宮市宮原運動公園野球場に変わり春と秋の県大会（関東大会予選）で使用されている。
また、2004年9月11日には足利市では29年ぶりのプロ野球開催となる、イースタンリーグ・ヤクルトスワローズ対読売ジャイアンツが行われた。
2019年には、ベースボール・チャレンジ・リーグの栃木ゴールデンブレーブスによる主催試合が2試合実施された。その後も毎年数試合開催されている。
2019年から2020年にかけて改修工事を実施、LED式のスコアボードの設置や外野の芝の張替え、内野の土壌整備などが行われた。
2022年に命名権を導入し、足利市内の情報通信業・ジェットブラックフラワーズ合同会社が年間103万円で命名権を獲得し、ジェットブラックフラワーズスタジアムが愛称となった。同年10月のいちご一会とちぎ大会（全国障害者スポーツ大会）ではフットソフトボール（フットベースボール）の会場として利用される予定である。

## 施設概要
- グラウンド面積：13,463.2m2
- 両翼：98m、中堅：122m
- 内野：土、外野：天然芝
- 収容人員：2,670人（内野：セパレート席及びベンチ席、外野：なし）
  - 外野スタンドは2003年のフィールド拡張時に撤去された。改修前の収容人員は7,500人。
- スコアボード：LED式
- 照明設備：照明塔6基（最大照度：バッテリー間1145ルクス）

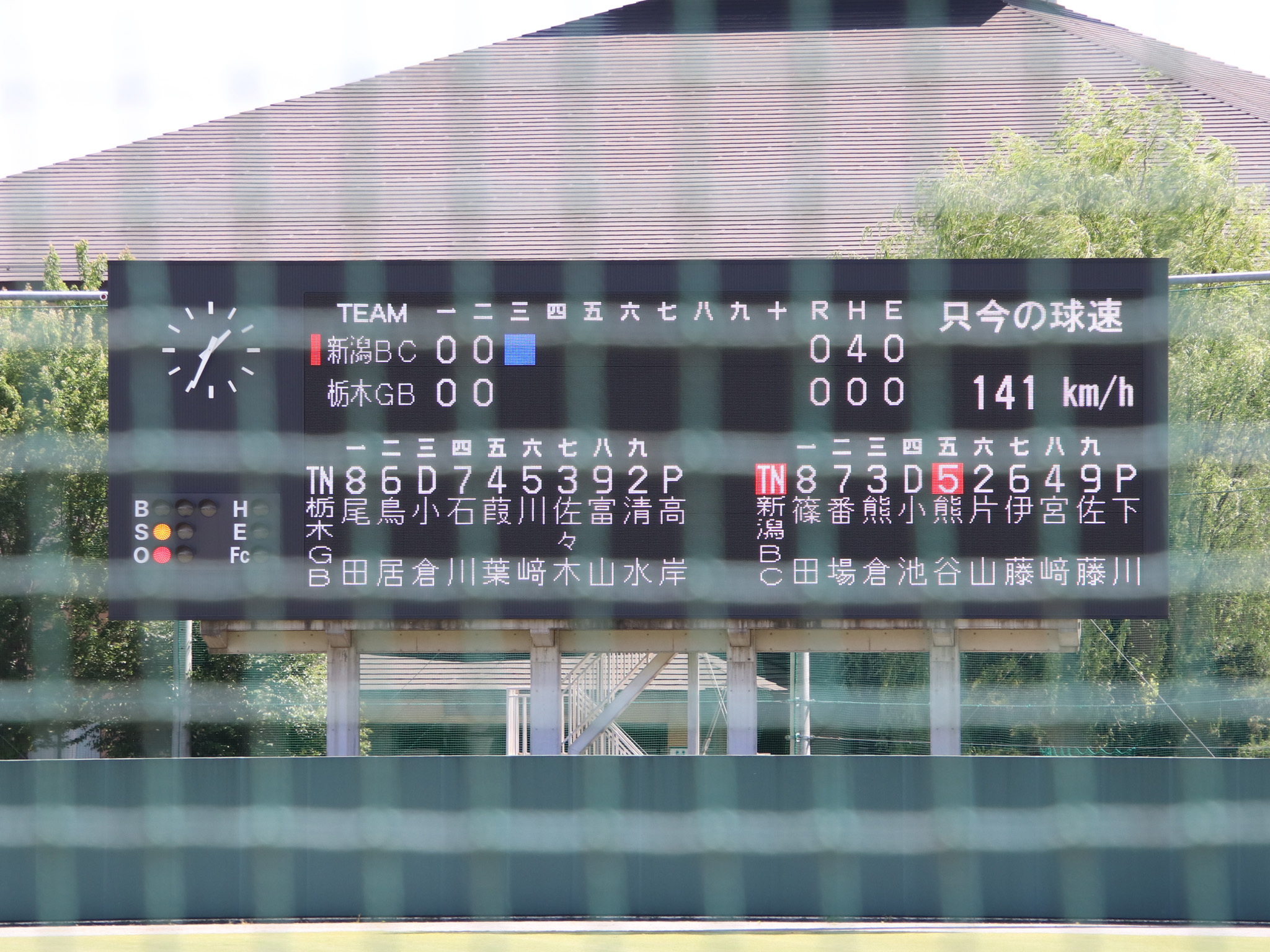
スコアボード（2020年の改修後）

## 交通
足利市内では足利市生活路線バスが運行されており、総合運動場周辺を経由する系統もある。だが、1日5～6本程度しか運行されていないため、足利駅・足利市駅ともタクシーによるアクセスが便利。
- JR両毛線・足利駅より徒歩約25分
- 東武伊勢崎線・足利市駅より徒歩約40分